# Isepeolus cortesi
Isepeolus cortesi är en biart som beskrevs av Toro och Rojas 1968. Isepeolus cortesi ingår i släktet Isepeolus och familjen långtungebin. Inga underarter finns listade i Catalogue of Life.